# OAEP
암호학에서 OAEP(Optimal Asymmetric Encryption Padding, 최적 비대칭 암호화 패딩)는 RSA 암호화와 함께 자주 사용되는 패딩이다. OAEP는 미히르 벨라레(Mihir Bellare)와 필립 로가웨이(Phillip Rogaway)에 의해 도입되었으며 이후 PKCS #1 v2 및 RFC 2437에서 표준화되었다.

## RSA OAEP
OAEP 알고리즘은 공개 키 암호 방식 이전에 평문을 처리하기 위해 한 쌍의 랜덤 오라클(random oracle) G와 H를 사용하는 파이스텔 암호의 한 형태이다. 트랩도어 함수(일방향함수) 보안을 구현하는 트랩도어 단방향 순열 f와 결합될 때 이 처리는 임의의 오라클 모델에서 입증되어 선택된 평문 공격(chosen-plaintext attack, CPA) 테스트 IND-CPA에서 의미론적으로 안전한 결합된 체계를 생성한다. 이는 의미론적으로 안전한 암호화 시스템(semantically secure cryptosystem)을 보장하는 것을 의미한다. 특정 트랩도어 순열(예: RSA)로 구현되는 경우 OAEP는 다른 선택된 암호문 공격(chosen-ciphertext attack,  CCA))에 대해서도 안전한 것으로 입증되었다. OAEP는 전부 아니면 전무(all-or-nothing) 변환(all-or-nothing transform, AONT)을 구축하는 데 사용할 수 있다.

## 같이 보기
- AES-CBC
- 다이제스트